# توعك
التوعك (/məˈleɪz/mal-aze) هو شعور عام بـعدم الارتياح أو الاضطراب واعتلال الصحة، وغالبًا ما يكون أول مؤشر على الإصابة بـعدوى أو مرض آخر. في الغالب، يُعّرف التوعك في المراجع الطبية بأنة «شعور عام باعتلال الصحة». وتوجد هذه الكلمة في اللغة الفرنسية منذ القرن الثاني عشر على أقل تقدير.
وكثيرًا ما يُستخدم المصطلح على سبيل المجاز في سياقات أخرى؛ على سبيل المثال، يشير «التوعك الاقتصادي» إلى الاقتصاد الذي يعاني من الركود أو الكساد (قارن الكساد). ويرتبط المصطلح بشكل خاص بـكساد 1973-1975. ويُشار عادةً إلى الخطاب الذي ألقاه الرئيس جيمي كارتر في عام 1979 باسم خطاب "التوعك"، على الرغم من أن كارتر لم يستخدم مصطلح «التوعك» في خطابه.

## السبب
التوعك هو عرض غير محدد إلى حد بعيد ويمكن أن تتراوح أسبابه من الأمراض الأخف وطأة مثل المشاعر (التي تسبب إغماء وعائيا مبهميا) أو الجوع (الذي يسبب حالة خفيفة من نقص سكر الدم)، إلى الأمراض الأكثر خطورة مثل (السرطان، السكتة الدماغية، الجلطة القلبية، النزيف الداخلي، وما إلى ذلك).
وبصورة عامة، يعبر التوعك عن شعور المريض بوجود «خلل ما»، فهو بمثابة ضوء تحذيري عام ولكن لا يمكن تحديد سببه إلا من خلال الفحص الطبي.

## الحالات المرتبطة
| - التململ - داء المرتفعات - فقر الدم - القرحة الفموية - التهاب الزائدة الدودية - داء البابسيات - الحمى البوليفية النزفية - اضطراب الشخصية الحدية - مرض خدش القطة - الحماق - متلازمة الإرهاق المزمن - ابيضاض الدم النقوي المزمن - مرض الكلى المزمنة - التهاب الجيوب المزمن - الزكام - التهاب الملتحمة - الرشح - السكري - اعتلال الأعصاب السكري - خلل الوظائف المستقلة | - إيبولا - الصرع - الحمى - الألم العضلي الليفي - متلازمة غلبرت - اكتناز الحديد - فقر الدم الانحلالي - الهربس النطاقي (الحصباء) - فيروس العوز المناعي البشري HIV / متلازمة العوز المناعي المكتسب AIDS - متلازمة هيلب (HELLP syndrome) (تكسر كرات الدم الحمراء وارتفاع أنزيمات الكبد وانخفاض نسبة الصفائح الدموية) - التهاب الكبد - نقص صوديوم الدم - العدوى - كثرة الوحيدات العدوائية - التهاب الشغاف العدوائي - التهاب التامور - الإنفلونزا - التسمم بالرصاص - ابيضاض الدم - الذئبة الحمامية - داء لايم - الاكتئاب - البرداء | - العنقوديات الذهبية المقاومة للمثسلين - الصداع النصفي - الورم النقوي المتعدد - السمية العصبية - متلازمة ترجرج العيون والاختلاج العضلي - الطاعون - ذات الرئة - حمى Q - داء الكلب - التهاب المفاصل الروماتويدي - سل الغدد اللمفاوية - البثع - السلوك المرضي - مرض النوم - الجدري - العنقودية - التهاب البلعوم العقدي - الزهري - الأعراض الانسحابية |